# 林肯迅雷队
林肯迅雷队（Lincoln Thunder）是新美国篮球协会扩充的一支内布拉斯加州球队，球队2005-2006赛季加盟ABA联盟，球队之后决定在2006-2007赛季退出联盟，但是将在2007年11月重返联盟。